# Товаришево
Товаришево (мађ. Bácstóváros) је село у Бачкој, у општини Бачка Паланка у Јужнобачком округу. Према попису из 2022. било је 2.321 становника.

## Историја

#### О имену
Товаришево се као насељено место по први пут спомиње 1650. године, под именом Стоварили, из којег ће неколико деценије касније настати данашњи назив села.
Постоји неколико верзија: лат. Tovarisova, Tovarissova или Tovarisseva, нем. и мађ. Tovarischevo и Tovariszova.
Поједини историчари као основу за настанак имена села узимају словенску реч товар (благо или иметак), али по причама староседеоца и чињеници да се село помиње пре Велике сеобе Срба (1690), насеље највероватније добија име од речи „Стовариште“, а по народном „Товариште“, по месту где је истоварано дрво приликом крчења околних шума. Од 1894. године па до 1922. године, као и за време Другог светског рата село носи службени назив Бачтоварош (Bácstóváros).
Међутим, знатно раније, још од 13. века у околини данашњег Товаришева постојала су насељена места. Најстарија места за која се зна била су: Банча или Нађбанча, Добра, Миндсент, Каполч, Мачал или Машал, Сеплак или Сиплак, Шапин – Шапинац и Суљковача – Суљковац, Бариш-Бареш.

#### Период у Хабзбуршкој монархији
Први писани подаци о селу (1715) показују да је насеље имало организовану месну власт, а први судија-кнез општинске власти у Товаришеву био је Мирчета Корполар (Каплар).
Већ од 1753. године датирају писани подаци да у селу постоји српска школа, а 1788. године и школска зграда.
У документима је остало забележено да од 1792. године у селу постојала противпожарна опрема.
Са растом броја немачког живља, који у размаку од 70 година постепено долази у село, прекопута православне цркве Светог Григорија Богослова, 1882. године завршена је изградња римокатоличке цркве Светог Карла Боромијског.
Још од 1810. године ради Ватрогасно друштво, а први стални лекар налази се у селу од 1910. године.
Прва српска земљорадничка задруга за међусобно помагање и штедњу основана је 12. марта 1905. године, а имала је и сопствену библиотеку са више од 2.000 књига.
Исте године кроз Товаришево је урађена и макадамска калдрма Бачка Паланка-Оџаци, а три године касније кроз село је прошао први воз на релацији Нова Паланка–Каравуково. Те године саграђен је и први твди пут до железничке станице. Око 1911. године Марина Бугарски је ископала први артешки бунар и продавала воду.

#### Период у југословенској држави
Током Првог светског рата мобилисани су скоро сви одрасли мушкарци. Око 250 њих учествује у биткама на разним фронтовима, а погинуло их је или умро око 20.
Велики број мобилисаних Товаришана (око 60) дезертирао је из Аустроугарске војске, пребегао у руско заробљеништво и пријавио се у добровољце. Један део је пребегао у Српску војску на српском фронту.
Школујући се у Сарајеву пре 1914. године, три члана фамилије Протић из Товаришева: свештеник, књижевник и публициста Јован Протић (парох сарајевски и мостарски), учитељ Петар Протић и учитељица Зорка Протић, били су чланови Младе Босне.
Десетак мештана Товаришева учествовало је у Октобарској револуцији.
Током рата у селу је прихваћено 161 дете из Босне, Херцеговине и Словеније. Поред ратних недаћа и Товаришево је захватила шпанска грозница, од које је умрло више од 100 становника.
Једна чета на челу са поручником Српске војске Јевремом Младеновићем улази у Товаришево 11. новембра 1918. године, а убрзо престаје и Аустроугарска политичка власт. После Првог светског рата Товаришево припада Бачкој области, а од 1929. Дунавској бановини и Бачкопаланачком срезу.
После рата, 1924. године почиње електрификација насеља. Четири година касније уведена је и улична расвета. Активно ради Добровољно ватрогасно друштво, а у то време у селе постоји Црвени крст, који броји преко 110 чланова. У месту се сукобљавају срнаовци и орјунаши, у априлу 1924. је убијен локални председник Орјуне.
Одмах после рата у селу су по први пут одигране позоришне представе, приказане прве филмске пројекције, активно је радио хор и тамбурашки оркестар, формиран фудбалски клуб. После 1930. године у селу раде три фабрике кудеље.
После Априлског рата 1941. године, у које су погинула тројица Товаришана, 13. априла у село улази мађарска хортијевска војска. Убрзо су из села протерали око 60 породица добровољаца из Првог светског рата. Озрен Бингулац народни Трибун, управитељ школе из Товаришева, каснији првак опере у Новом Саду, са највиђенијим Србима је одведен у Дахау, а поручник Младеновић је стрељан.
На Краљевском ратном речном броду "Драва" на Дунаву поред 78 својих другова гине и Светозар Ранко Микић, морнар на том броду (који је потопљен 13. априла 1941. године код Челарева и који је оборио 13 немачких авиона у априлском рату). У крвавој рацији у Јужној Бачкој почетком 1942. године страдала су и тројица Товаришана.
Поједини радно способни мушкарци (у појединим периодима тај број је достизао и 300) су одведени на принудни рад у Немачкој, Аустрији и Мађарској, а десетак је завршило у Дахау.
У Товаришеву је све време рата било неколико партизанских база (база „Вишња“ на Радонићевом салашу, база код Кривокућиних-"база број два"), где су се крили партизани и илегалци и одакле су се смишљале акције.
Иако је међу Немцима постојала нетрпељивост према мађарској управи, велики број Немаца се добровољно одазвао у Вермахт и СС јединице које су биле углавном на руском фронту.
1943/44. Мађарска власт је спровела присилну мобилизацију Срба староседелаца 1920-1923. годишта и послала их на Руски фронт.
Њих двадесетак се пробило до совјетских јединица, и при том пробоју погинули су најмање седморица, остали су се прикључили Црвеној армији.
Како се ближио крај рата у ноћи између 11. и 13. октобра 1944. године Товаришки Немци (око 22% предратне популације) су у организованој евакуацији од стране немачких војних власти, у запрежним колима заувек напустили село.
Дана 16. октобра 1944. године око 16 сати у село из правца Парага улази један вод Бачкопаланачког партизанског одреда и ослобађа га. После одушевљења мештана и великог славља у центру, већ сутрадан у село из правца Обровца упада велика група фашиста. Партизани су се без отпора повукли, а фашисти су почели да убијају и пале село. Мештани масовно беже у атар и на салаше. Тада је убијен 21 Товаришанин (цивил) и запаљено је 48 кућа. Изгорела је и сеоска школа, део општинске зграде и стан православног свештеника. Товаришево је поново ослобођено 21. октобра и тада је формиран Месни народноослободилачки одбор.
После организованог одласка и протеривања Немаца, у село се досељавају колонисти из Босне (116 српских породица из Ливањско-граховског поља који су преживели НДХ), те се знатно мења структура становништва.
1955. године урађена је потпуна електрификација и реконструкција целе електричне мреже и саграђен је Дом културе. Водовод је грађен у етапама, од 1965. до 1971. године.
Амбуланта, као део Дома здравља у Бачкој Паланци завршена је 1964. године. Спортска хала саграђена је 1996. године, канализациона мрежа 2008. године, а у току су радови на капели на сеоском гробљу.
У селу је крајем седамдесетих подигнут споменик и постављен авион у знак сећања на Товаришана Милету Протића, краљевског пилота, а потом команданта Прве партизанске ескадриле, и све настрадале у Другом светском рату.
Споменик настрадалим у периоду од 1912-1920. године, постављен је у центру села 2002. године, да би 2014. постављена биста Гаврилу Принципу, коју је открио Емир Кустурица као и спомен-плоча са именима 56 солунских добровољаца (староседелаца) из Товаришева коју је открио Матија Бећковић.
Током ратова на простору бивше Југославије у село се досељава неколико десетина породица из Босне, Крајине и Хрватске.
Током рата у Западном Срему, гине војник ЈНА из Товаришева Миодраг Мија Петровић по коме је касније именована једна улица.

## Становништво
Највећи број првих становника Товаришева, Срба, доселило се у ове крајеве у време Велике сеобе под патријархом Арсенијем Чарнојевићем 1690. године. Иако се Товаришево 1698. године спомиње међу запустелим селима, први попис становништва дотира из 1715. године са 18 српских домова.
Једна од могућих варијанти о пореклу становника, јесте да су се за време сеобе под Чарнојевићем, многе породице иселиле из Моравичког краја, при чему је миграција била нарочито усмерене према Бачкој. Тако се поуздано зна да су становници ових крајева основали следећа насеља: Српску Моравицу (вероватно Стару Моравицу), Ковиљ и Товаришево.
Од насељавања Товаришева па све до краја XVIII века становници села су били Срби. Касније село насељавају Немци, који су долазили из суседних села насељених немачким живљем, највише из Бачке Паланке и Гајдобре. Касније након њихове емиграције (пре Другог светског рата живело их је око 880), већинско становништво остају (и данас сy) Срби.
По одласку Немаца у село се организовано досељава становништво из Босне. Товаришево је до 1945. године населило 116 породица углавном из околине Ливна.
У Товаришеву 2002. године живи 3102 становника.
Просечна старост становништва износи 40,6 година (39,2 код мушкараца и 41,9 код жена).
У насељу има 1039 домаћинстава, а просечан број чланова по домаћинству је 2,99. Пунолетан је 2456 становника.
Жене чине 51%, а мушкарци 49% становништва.
У селу живи 23% становништва млађих од 19 година.
Удео зрелог становништва (од 20 до 59 година) је 52%.
У старом становништву већину чине жене, што је последица њиховог дужег живљења.
У селу има 1039 домаћинстава и 929 породица, а просечан број чланова је 2,99.
| Етнички састав према попису из 2002.‍ | Етнички састав према попису из 2002.‍ | Етнички састав према попису из 2002.‍ | Етнички састав према попису из 2002.‍ | Етнички састав према попису из 2002.‍ |
| ------------------------------------ | ------------------------------------ | ------------------------------------ | ------------------------------------ | ------------------------------------ |
|                                      |                                      |                                      |                                      |                                      |
| Срби                                 | Срби                                 |                                      | 2.583                                | 83,26%                               |
| Роми                                 | Роми                                 |                                      | 278                                  | 8,96%                                |
| Југословени                          | Југословени                          |                                      | 51                                   | 1,64%                                |
| Мађари                               | Мађари                               |                                      | 40                                   | 1,28%                                |
| Словаци                              | Словаци                              |                                      | 37                                   | 1,19%                                |
| Хрвати                               | Хрвати                               |                                      | 31                                   | 0,99%                                |
| Македонци                            | Македонци                            |                                      | 5                                    | 0,16%                                |
| Црногорци                            | Црногорци                            |                                      | 4                                    | 0,12%                                |
| Муслимани                            | Муслимани                            |                                      | 4                                    | 0,12%                                |
| Словенци                             | Словенци                             |                                      | 3                                    | 0,09%                                |
| Немци                                | Немци                                |                                      | 3                                    | 0,09%                                |
| Русини                               | Русини                               |                                      | 2                                    | 0,06%                                |
| Украјинци                            | Украјинци                            |                                      | 1                                    | 0,03%                                |
| Бошњаци                              | Бошњаци                              |                                      | 1                                    | 0,03%                                |
| Албанци                              | Албанци                              |                                      | 1                                    | 0,03%                                |
| непознато                            | непознато                            |                                      | 29                                   | 0,93%                                |

| Демографија | Демографија | Демографија |
| Година      | Становника  | Становника  |
| ----------- | ----------- | ----------- |
| 1869.       | 3.543       |             |
| 1880.       | 3.439       |             |
| 1890.       | 3.746       |             |
| 1900.       | 3.917       |             |
| 1910.       | 3.919       |             |
| 1921.       | 3.877       |             |
| 1931.       | 3.968       |             |
| 1948.       | 3.639       |             |
| 1953.       | 3.755       |             |
| 1961.       | 3.581       |             |
| 1971.       | 3.381       |             |
| 1981.       | 3.297       |             |
| 1991.       | 3.043       | 3.007       |
| 2002.       | 3.102       | 3.181       |

Од 1931. године бележи се опадања броја житеља (Од пописа 1953. до пописа 1991. године бележи се пад за 712 становника). Имиграцијама у друге средине, пре свега градску, и снижавања природног прираштаја. То се нарочито односи на 1993. годину када је природни прираштај износио -7,2‰ (због рата на простору бивше СФРЈ), као и 1999. године када је износио -5,83‰ (Бомбардовање СРЈ).
Највећи проценат Товаришана се баве пољопривредом (42%), затим следе они запослена у прерађивачкој индустрији, трговини, оправци моторних возила и предмета за личну употребу.
Према последњем попису највећи број има завршену средњу школу (42,1%), високо и више образовање има 9% Товаришана, а 3% је неписмено.
| Година пописа     | 1948. | 1953. | 1961. | 1971. | 1981. | 1991. | 2002. |
| ----------------- | ----- | ----- | ----- | ----- | ----- | ----- | ----- |
| Број домаћинстава | 895   | 969   | 975   | 1.001 | 1.062 | 1.057 | 1.039 |

| Број чланова      | 1   | 2   | 3   | 4   | 5  | 6  | 7  | 8 | 9 | 10 и више | Просек |
| ----------------- | --- | --- | --- | --- | -- | -- | -- | - | - | --------- | ------ |
| Број домаћинстава | 192 | 275 | 196 | 223 | 82 | 51 | 12 | 2 | 3 | 3         | 2,99   |

| Пол    | Укупно | Неожењен/Неудата | Ожењен/Удата | Удовац/Удовица | Разведен/Разведена | Непознато |
| ------ | ------ | ---------------- | ------------ | -------------- | ------------------ | --------- |
| Мушки  | 1.257  | 366              | 803          | 49             | 38                 | 1         |
| Женски | 1.322  | 238              | 791          | 248            | 44                 | 1         |
| УКУПНО | 2.579  | 604              | 1.594        | 297            | 82                 | 2         |

| Пол    | Укупно                    | Пољопривреда, лов и шумарство | Рибарство                            | Вађење руде и камена | Прерађивачка индустрија       |
| ------ | ------------------------- | ----------------------------- | ------------------------------------ | -------------------- | ----------------------------- |
| Мушки  | 695                       | 316                           | 0                                    | 0                    | 159                           |
| Женски | 382                       | 138                           | 0                                    | 0                    | 96                            |
| УКУПНО | 1.077                     | 454                           | 0                                    | 0                    | 255                           |
| Пол    | Производња и снабдевање   | Грађевинарство                | Трговина                             | Хотели и ресторани   | Саобраћај, складиштење и везе |
| Мушки  | 4                         | 42                            | 46                                   | 13                   | 15                            |
| Женски | 1                         | 2                             | 39                                   | 16                   | 4                             |
| УКУПНО | 5                         | 44                            | 85                                   | 29                   | 19                            |
| Пол    | Финансијско посредовање   | Некретнине                    | Државна управа и одбрана             | Образовање           | Здравствени и социјални рад   |
| Мушки  | 4                         | 12                            | 30                                   | 15                   | 3                             |
| Женски | 8                         | 4                             | 11                                   | 33                   | 18                            |
| УКУПНО | 12                        | 16                            | 41                                   | 48                   | 21                            |
| Пол    | Остале услужне активности | Приватна домаћинства          | Екстериторијалне организације и тела | Непознато            | Непознато                     |
| Мушки  | 23                        | 0                             | 0                                    | 13                   | 13                            |
| Женски | 7                         | 2                             | 0                                    | 3                    | 3                             |
| УКУПНО | 30                        | 2                             | 0                                    | 16                   | 16                            |

## Школство
Према писаним подацима школство у Товаришеву датира од 1753. године, а први учитељ се звао Петар. Историчари српског школстава у Војводини забележили су да се товаришка основна школа убраја у најстарије школе у овом крају.
Према архивским подацима 1766. године селу је чак 10 свештеника пореклом и сеоских породица, а како је село бројало свега 326 становника може се закључити да је тадашња школа одлично радила. Писмених Товаришана било је знатно пре, па је тако сачуван попис становника из 1728. године писан ручно старом ћирилицом.
Занимљиво је да је 1779. године, само годину дана по отварању „Норме“ у Сомбору (претече данашње Педагошке академије), учитељ из Товаришева два месеца боравио на стручном усавршавању и вероватно је био један од првих ученика „Норме“. Из пописа 1788. године (писан ручно латиницом) може се видети да у селу постоји и "domus Scholaris"-школска зграда, чији је кућни број 125.
Од 19. века, па на даље о раду школе у Товаришево постоје бројни сачувани документи. Најстарији сачувани уџбеник из кога су учили товаришки ђаци је „Втора језикословка“ или потпуније „Друга књига о језикословију и читању за српска народна училишта у Аустријском царству“, коју је написао Платон Атанацковић, потоњи новосадски владика. Прво издање штампано је 1858, а друго 1863. године.
Товаришки кнез Славуј Протић иначе трговац је за време свог мандата 1853. године изградио велику и пространу школску зграду. Исте (1853) године је отворена по први пут и "девојачка школа" (за женску децу). Основна школа за српске девојке основана је 1856. године и настава се за дечаке и дојчице одржавала у две одвојене зграде.
Од 1901. године креће се у припреме за изградњу нове школске зграде, а реч је о здању које и данас постоји и налази се прекопута римокатоличке цркве. Од 1911. године у православној вероисповедној школи почиње заједничка наставе и за дечаке и девојчице у мешовитој школи. Римокатоличка школа саграђена је 1853. године.
Током Првог светског рата у школи је постојало шест разреда и 302 ђака. Школа је све време постојања биле уско везане за цркву, да би после Првог светског рата, постала државна народна основна школа. Тада долази и до спајања православне и католичке школе. Из документа из 1919. године се види да у Товаришеву постоји српско-немачко-мађарско забавиште, али и пре тога постоје писани трагови те се тако наводи да Милева Купусаревић сеоска забавиља од 1904. до 1920. године.
Од 1921. године неколико година у Товаришеву постоји и средња Пољопривредна школа. Ова школа је радила свега неколико година.
Између два светска рата је подигнута нова савремена школска зграда, која се налазила на месту садашње школе а коју су фашисти запалили 1944. године. Пред сам почетак Другог светског рата школу је похађало 510 ученика, а после 1945. око 700 ученика.
Данашња школска зграда саграђена је 1946. године, а спрат је дограђен 1957. године. После рата школа је добила име по команданту прве ескадриле НОВЈ, пилоту-мајору Милети Протићу, рођеном у Товаришеву.
Године 1991. саграђена је нови део школе и библиотеке, а спортске хале 1996. године. У последње две године уређени су нови спортски терени и школско двориште.
Школске 2006/07. по први пут у ближој историји школе уписано је само једно одељење првог разреда. Поред наставе на српком језику, данас се у школи изучава и ромски језик (око 25% деце је ромске националности) са елементима националне културе.

### Архитектура
- Старо забавиште
- Кућа Пућанових (Бошкви)-Главна улица
- кућа у Улици ЈНА
- Кућа Божиних у Улици ЈНА
- Кафић Точак-Главна улица
- Стара кућа Пиварских у Улици ЈНА
- Кућа у главној улици-бивша Земљорадничка задруга
- кућа Пиварских у Улици ЈНА

## Спорт

### ФК Војводина
Прву „праву“ кожну лопту у село су 1911. године донели Панта Неофитовић, Тоша Милић, Станко Попов-Чика, адвокат Миле Милованов, Нега Милованов, Урош Радојчин, Стеван Коканов, Милан Милић, Обрад Радојчин и други. Прво „пикање“ лопте одигравало се у јами код Железничке станице, у порти и на Бубалицама.
После Првог светског рата у селу се формира Соколско друштво, патриотско друштво које се бавило физичким, али и културним активностима. После формирања хорске и гимнастичке секције (1920. године), на предлог Славуја Миловановог-Аге, 1924. године у оквиру Соколског друштва формира се фудбалска секција. Тачан датум настанка секције није познат. Просторије клуба су се налазиле у тадашњој кафани у згради на углу данашњих улица ЈНА и Светозара Марковића. Игралиште се у почетку налазило на Беглику, а од 1933. године на Вашаришту.
Када је клубу требало дати име у оптицају су били „Војводина“ или „Хајдук“. Преовладало је ово прво, а прва утакмица под именом „Војводина“ одиграна је 1928. године против екипе из Младенова.
Године 1938. новосадска "Војводина“ први пут гостује у селу, а адвокат Коста Хаџи, један од оснивача и тренера „велике Војводине“ домаћем клубу поклања опрему. Играчи и управа клуба махом су били Срби, док су сеоски Немци играли хазену (претечу данашњег рукомета).
Током окупације, када је под притиском промењен назив села и клуб добија ново име БСК (Бачтоварошки спортски клуб).
После Другог светског рата стадион се сели недалеко одатле на место где се и сада налази. Прва утакмица одиграна је против екипе из Раткова.
Шездесетих годину клубу је почела да ради пионирска школа. На стадиону је 1986. године изграђена је нова свлачионица, играчи редовно одлазе на припреме (и у иностранство), а за потребе клуба је купљен аутобус.
Највећи успех постигнут је 2000. године гада је освојено прво место Војвођанске лиге група запад и пласман у Српску лигу група Војводина(3 степен такмичења).
Од 1996. стадион носи име по Товаришану Миладину Милету Вујину дугогодишњем играчу, тренеру и секретару.

## Религија

### Српка православна црква
Иако се претпоставља да је у селу постоја црква и пре Велике сеобе (1691) први писани трагови упућују на 1715. годину када је забележено да у селу живи црквењак (Aedutuus), Илија Сремац. Први писани подаци о свештеницима у селу дотирају из 1745. године. Поуздано се зна да у селу средином XVIII века постоји велики црквени храм. По предању старих Товаришана налазио се прекопута данашње цркве, а када је срушен на месту олтара је саграђен крст (тај крст се налази испред улазу у данашњу цркву.)
Из старе цркве сачуван је и иконостас, који је највероватније рађен пре 1770. године. Иконостас старе товаришке цркве данас се налази у сремско селу Моловину и има велику историјску и уметничку вредност.
Градња садашњег храма, који је посвећен Светом Григорију Богослову (чији се дан обележава 7. фебруара) почела је 1783. а завршена је 1785. године. Аутори иконостаса и фрески нису познати. Сачуване су матичне књиге рођених и венчаних од 1744. до 1773. године, а од 1788. године па до данас чувају се матичне књиге рођених, венчаних и умрлих. Општински кнез Славуј Протић и црквени тутори су 1859. године од прилога мештана на црквеној славу купили ново "небо" у Новом Саду.
Поред данашњег храма на путу према Младенову постојала је и мала капела (на Водици) посвећена Светом Јовану. Капела је порушена за време Другог светског рата.
Последња темељна реконструкција урађена је 1996. године. Црква у Товаришеву је у евиденцији културних добара Републике Србије. Није категорисана као добро од већег значаја.

### Римокатоличка црква
Римокатоличка црква у селу саграђена је 1882. године и посвећена Светом Карлу Бормејском. Римокатоличка жупа у селу основана је неколико година раније, 1868. године. Црква је димензија 23x11 метара, а звоник је висок 37 метара. Налази се прекопута Српске православне цркве. Све до одласка и протеривања црква је била центар домаћих Шваба. После Другог светског рата бригу о цркви преузимају домаћи Мађари и Хрвати. Црква је деценијама у веома лошем стању. Фасада се обрушава и на цркви нема звона. Римокатолички свештеник не борави у селу. Од пре две године жупник из Бача је поводом већих празника поново почео да служи мисе у овој цркви.

## Галерија
- Споменик добровољцима у ослободилачким ратовима 1912-1918.
- Споменик свим погинулим Товаришанима 1941-1945. и пилоту мајору Милети Протићу.
- Сеча бадњака у селу
- Римокатоличка црква у селу (Карла Боромијског)